# Jocs Mediterranis de 1987
Els desens Jocs Mediterranis es van celebrar a Latakia (Síria), de l'11 al 25 de setembre de 1987.
Hi participaren un total de 1.996 esportistes (1.529 homes i 467 dones) en representació de 18 estats mediterranis. Es disputaren un total de 164 competicions de 19 esports.

## Medaller
| Pos. | Estat      | Or | Plata | Bronze | Total |
| ---- | ---------- | -- | ----- | ------ | ----- |
| 1    | Itàlia     | 68 | 45    | 38     | 151   |
| 2    | Iugoslàvia | 17 | 19    | 17     | 53    |
| 3    | França     | 16 | 30    | 22     | 68    |
| 4    | Espanya    | 15 | 21    | 33     | 69    |
| 5    | Marroc     | 9  | 8     | 3      | 20    |
| 6    | Síria      | 9  | 6     | 12     | 27    |
| 7    | Turquia    | 8  | 9     | 22     | 39    |
| 8    | Grècia     | 7  | 14    | 16     | 37    |
| 9    | Algèria    | 5  | 3     | 4      | 12    |
| 10   | Egipte     | 4  | 4     | 6      | 14    |
| 11   | Albània    | 3  | 1     | 4      | 8     |
| 12   | Tunísia    | 2  | 4     | 5      | 11    |
| 13   | Xipre      | 2  | 0     | 0      | 2     |
| 14   | Líban      | 0  | 1     | 0      | 1     |
| 14   | San Marino | 0  | 1     | 0      | 1     |